# مشع قطرات سائلة
مشع القطرات السائلة أو ما كان يصطلح على تسميته مشع تيار القطرات السائلة مشع خفيف الوزن مقترح لتبديد الحرارة الضائعة التي تولدها محطات الطاقة، أو أنظمة الدفع أو أنظمة المركبات الفضائية في الفضاء.

## خلفية تاريخية
يجب على رحلة فضائية متقدمة أو مستقبلية أن تمتلك مصدر طاقة أو دفع تتطلب التخلص من الحرارة الضائعة. يجب أخذ التخلص من كميات كبيرة من الحرارة الضائعة بعين الاعتبار لاستيعاب الهيكل الفضائي الكبير الذي يتعامل مع استطاعات كبيرة كالمفاعلات النووية أو الأقمار الصناعية الفضائية التي تعمل على الطاقة الشمسية.
تتطلب هكذا أنظمة فضائية أنظمة متقدمة للتحكم الحراري بدرجات الحرارة المرتفعة. تعتبر أنابيب حرارة المعادن السائلة ذات المشعات التقليدية مناسبة بشكل مثالي لهكذا تطبيقات. ولكن مساحة سطح المشع المطلوبة ضخمة، وبالتالي فإن كتلة النظام كبيرة جدًّا. لمشع القطرات السائلة الأفضلية فيما يخص نسبة استطاعة الحرارة المطروحة إلى الوزن. تشير نتائج الدراسات إلى أنه لأجل درجات طرح حرارة أدنى من نحو 700 كلفن فإن نظام مشع القطرات السائلة أخف وزنًا بكثير من التصاميم المتقدمة الأخرى للمشعات. يمكن لمشع القطرات السائلة أن يكون أخف بسبع مرات من مشعات أنابيب الحرارة التقليدية ذات الحجم الأصغر. مشع القطرات السائلة أكثر مقاومة لآثار الطرق (الرجم) بسبب قلة سطحه الحرج أو التسربات الهوائية. ويتطلب مساحة تخزين أقل؛ لذا فقد جذب مشع القطرات السائلة اهتمامًا كبيرًا كمشع متقدم لأنظمة الفضاء عالية الاستطاعة.
في عام 1978، اقترح جون م. هيدجبيث في ورقة بعنوان «بنى ذات وزن خفيف جدًّا لطاقة الفضاء»، في تحويل طاقة الإشعاع في الفضاء، العدد 61 من مجلة «بروغرس إن أسترونوتيكس أند إيرونوتيكس – التقدم في علوم الفضاء والطيران» ك. دبليو. بيلمان، محرر (إيه آي إيه إيه، نيويورك، 1978) ص. 126، استخدام مشع الغبار لتقليل وزن المشع في الأقمار الصناعية التي تعمل بالطاقة الشمسية. أدت المسائل العملية لنظام الغبار هذا إلى تصميم مشع القطرات السائلة في عام 1979. أجريت العديد من الدراسات من قبل شركات ومنظمات وجامعات حول العالم.
أجريت على سبيل المثال تجارب على إس تس إس-77  وأنابيب السقوط في اليابان: مركز الثقالة الصغرية (شبه انعدام الوزن) في اليابان (جاميك) ومختبر الثقالة الصغرية في اليابان.

## مبدأ العمل
يتكون نظام مشع القطرات السائلة من مولد قطرات، ومجمع، ومبادل حراري، ومضخة تدوير، ومنظم ضغط من نوع المنفاخ (مراكم). يرذذ السائل المشبع أثناء خضوعه لانخفاض في الضغط إلى الفضاء كتيارات متجانسة من قطرات صغيرة متقطعة. يمكن أن يكون تيار القطرات عمودًا أو صفيحة من قطرات السائل تتحرك عبر الفضاء من مولد القطرات إلى المجمع. تحمل القطرات معها الحرارة الضائعة التي ولدها نظام توليد الاستطاعة الفضائي وتشع هذه الحرارة الضائعة مباشرةً إلى الفضاء أثناء رحلتها عن طريق انتقال الحرارة الإشعاعي العابر. تجمع قطرات السائل بدرجات حرارة أقل، ويعاد تسخينها، ومن ثم تضخ إلى مولد القطرات ويعاد استعمالها لتستمر في طرح الحرارة الضائعة من الدورة الديناميكية الحرارية للاستطاعة.
يمكن أن يتنوع الضغط الذي تتشكل عنده القطرات بشكل كبير حسب التطبيقات المختلفة، ولكن وُجد أنه ما إن يبدأ تدفق القطرات، نحتاج إلى ضغوط أقل بكثير للحفاظ على تدفق تيارات القطرات.

## انتقال الحرارة
تطرح الحرارة الضائعة من المركبات الفضائية في النهاية إلى الفضاء عبر سطوح المشع. يمكن أن تكون المشعات بأشكال عديدة، كالألواح البنيوية للمركبات الفضائية، ومشعات الصفائح المسطحة المركبة على جانب المركبة الفضائية، والألواح التي تبدأ العمل بعد أن تصبح المركبة الفضائية في المدار، والقطرات. كل المشعات تطرح الحرارة بالأشعة تحت الحمراء من أسطحها. تعتمد استطاعة الإشعاع على الانبعاثية الشعاعية للسطح وعلى درجة الحرارة. يجب أن يطرح المشع الحرارة الضائعة من المركبة الفضائية بالإضافة إلى أي حمل حرارة إشعاعية من الوسط المحيط أو من أسطح المركبة الفضائية الأخرى. لذا تُنهى أسطح معظم المشعات إنهاءً ذا انبعاثية عالية للأشعة تحت الحمراء (ε>0.8) لجعل طرح الحرارة أعظميًّا، وامتصاصية شمسية منخفضة (α<0.2) للحد من الأحمال الحرارية من الشمس. تُفضل المشعات مرتفعة درجة الحرارة بسبب اعتبارات تتعلق بارتفاع كفاءتها وانخفاض حجمها، ولكن خاصية الميوعة وخاصية سحب القطرات عوامل إضافية أيضًا. يحكم تشكل حجم القطرة وكثافة القطرات الانبعاث وإعادة الامتصاص. للحصول على إشعاع فعال في مشع قطرات السائل من الضروري أن يكون حجم القطرات صغيرًا. وجد بالحساب أن قطرة بقطر 1 ميكرومتر تبرد من 500 كلفن إلى 252 كلفن في ثانيتين. سحابة كثيفة من طبقة القطرات ستعيق معدل تبريد القطرات بسبب إعادة امتصاص الضوء المرسل.
تشع قطرة واحدة الحرارة خلال انتقالها عبر الفضاء ويعطى هذا الفقد الحراري في أي وقت بالعلاقة:
{\displaystyle {\dot {q}}=(4\pi a^{2})\sigma FT^{4}}
حيث {\displaystyle \sigma } ثابت ستيفان-بولتزمان، {\displaystyle {\dot {q}}} معدل فقد القطرة الحراري للفضاء (جول/ثا)، {\displaystyle a} نصف قطر القطرة (مقاسًا بالمتر)، F معامل رؤية الجسم الرمادي المتوسط لقطرة في مركز التيار (أقل من واحد)، وT درجة الحرارة المطلقة للقطرة في أي وقت معطى (كلفن).
تنمذج هذه المعادلة القطرة كجسم رمادي بانبعاثية وسطية ثابتة. معدل الإشعاع الآني يساوي معدل الفقد الطاقي الناتج في هذه المعادلة:
{\displaystyle (4\pi a^{2})\sigma FT^{4}=-c\rho {\frac {4\pi a^{4}}{3}}{\frac {dT}{dt}}}
حيث c السعة الحرارية النوعية، {\displaystyle \rho } كثافة القطرة (كغ/م3)، t زمن انتقال القطرة (مقاسًا بالثواني).

## العقبات والتحديات والحلول
بيئة العمل ليست ببساطة الفضاء الأسود، ولكن بيئة تمتلك إشعاعًا شمسيًّا وإشعاعًا مبددًّا منعكسًا ومنبعثًا من الشمس (النجوم)، والأرض، والأجسام الأخرى، ونظام دفع المادة المضادة للسفينة الفضائية نفسها. من الممكن «توجيه» حافة طبقة القطرات باتجاه مصدر حرارة خارجي ولكن مساحة الطبقة ستظل خاضعة إلى الإشعاع من بقية المصادر. معظم الحلول الحالية لمعادلة الانتقال الإشعاعي هي تبسيطات عملية بوضع افتراضات.
لتحقيق كفاءة تجميع عالية يجب أن يكون انتثار القطرة على سطح المجمع بالحد الأدنى. أُكد أن مجمع قطرات بزاوية ورود 35 درجة يمكنه منع تيار قطرات منتظم بقطر قطرات 250 ميكرومتر وسرعة 16 م/ثا من الانتثار عند تحقق شرط شبه انعدام الجاذبية. من الحلول الأخرى تشكيل غشاء سائل على السطح الداخلي من المجمع. عند امتصاص تيارات قطرات السائل من قبل هذا الغشاء لا يجب أن تتشكل انتثارات. يتطلب هذا معدل إخفاق في الالتقاط يقل عن 10−6. وجد أن قطر القطرة يجب أن يكون أقل من 300 ميكرومتر وسرعة القطرة أقل من 20 م/ثا. إذا استُخدم سائل ممغنط يمكن لوسيلة تركيز مغناطيسي أن تمنع الانتثار بشكل فعال.
عندما تكون صفيحة القطرات في حالة سقوط حر ستخسر المركبة الفضائية التي تؤدي مناورة أو تتسارع تسارعًا زاويًّا بعضًا من سائل التبريد. حتى مشع القطرات السائلة ذو التركيز المغناطيسي يمتلك تسامحًا محدودًا جدًّا يقل عن 10−3غ.
يمتلك مولد القطرات نحو 105-106 ثقبًا (مسامًا) لكل نظام بقطر 50-20 ميكرومتر. هذه المسامات أكثر تعرضًا للضرر من مشع صلب تقليدي أو أنبوب حراري ما قد يؤثر على تشكل القطرات واتجاه تيار القطرات، وقد يسبب فقد المائع.